# Emilio Leciguyena
Emilio Leciguyena (19 de agosto de 1903 - 6 de setembro de 1936) foi um alcaide espanhol e apoiante da Segunda República Espanhola durante a Guerra Civil Espanhola. Ele foi executado pelos nacionalistas de Francisco Franco durante o Terror Branco (Espanha).